# Escut de Xiva
L'escut de Xiva és un símbol representatiu de Xiva, municipi del País Valencià, comarca de la Foia de Bunyol-Xiva. Té el següent blasonament:
| « | Escut ovalat. El seu camp és d'argent, quarterat en sautor. En cap una torre del seu color. Porta en peu una cabreta o cabra d'argent. En els flancs apareixen dos xiprers de sinople, un a cada quarter. Emmarca un folre de pell, que subjecta i s'enrotlla, per tots dos costats, la palma i el llorer. Sobre el folre de pergamí resa la següent inscripció: «MUY LEAL HONRADA Y VALIENTE VILLA DE CHIVA - 1833». En el flanc destre, veiem la palma de sinople, i en el sinistre, la branca de llorer, també de sinople. Apareix timbrat amb la Corona Reial. | » |

## Història

Segell de 1876, AHN.

L'escut de Xiva no ha estat aprovat oficialment. L'escut s'ha representat sempre en forma ovalada, quarterat en sautor i amb els mateixos elements, es tracta d'una configuració característica de l'estil barroc.
Les quatre figures (castell, xiprers i cabreta) són elements al·lusius al castell de Xiva, com a element més representatiu de la Vila. Però també poden referir-se a la troballa de la Verge del Castell, patrona de la vila, per un pastor, també al Castell. Segons la llegenda popular, un pastor, després de llançar una pedra, va descobrir entre les ruïnes del castell la imatge de la Mare de Déu, que tenia al nen Jesús a la mà sinistra, i a la destra un castell. El castell representaria, doncs, tant al Castell com a la Verge del Castell per les seues advocacions com a «Torre de David» o «Torre de vori». La cabreta, a més de ser arma parlant de la població (Chiva en castellà té el significat de cabra jove), pot referir-se a la gran quantitat de ramats de cabres que hi havia en altres èpoques. Els xiprers són els arbres més representatius del Castell, però també podrien representar el «descobriment» de la verge, per la seua verticalitat, marcant l'espiritualitat d'aquest fet religiós.
La palma representa els fets d'armes que es produïren en aquesta localitat durant la Primera Guerra Carlina, el 22 de novembre de 1833. La branca de llorer representa el triomf dels liberals sobre els carlistes en aquest conflicte. La llegenda recull els títols de «molt lleial, honrada i valent» atorgats per la reina Isabel II per Reial Decret de 30 de novembre de 1833.
A l'Arxiu Històric Nacional es conserven dos segells de Xiva de 1876, un de l'Ajuntament i l'altre de l'Alcaldia. El de l'Alcaldia duu l'escut d'Espanya i el de l'Ajuntament l'escut de Xiva amb xicotets canvis en l'ornamentació.